# Provinz Ávila
Ávila ist eine westspanische Provinz im südlichen Teil der Autonomen Region Kastilien-León. Hauptstadt der Provinz ist das gleichnamige Ávila. In der Provinz Ávila leben 158.989 Einwohnern (Stand: 2024) auf 8.049,93 Quadratkilometern.

## Lage
Ávila grenzt im Südosten an die Provinz Toledo, im Südwesten an Cáceres, im Westen an Salamanca, im Norden an Valladolid, im Nordosten an Segovia und im Osten an die Autonome Gemeinschaft Madrid.

## Verwaltungsgliederung

### Comarcas

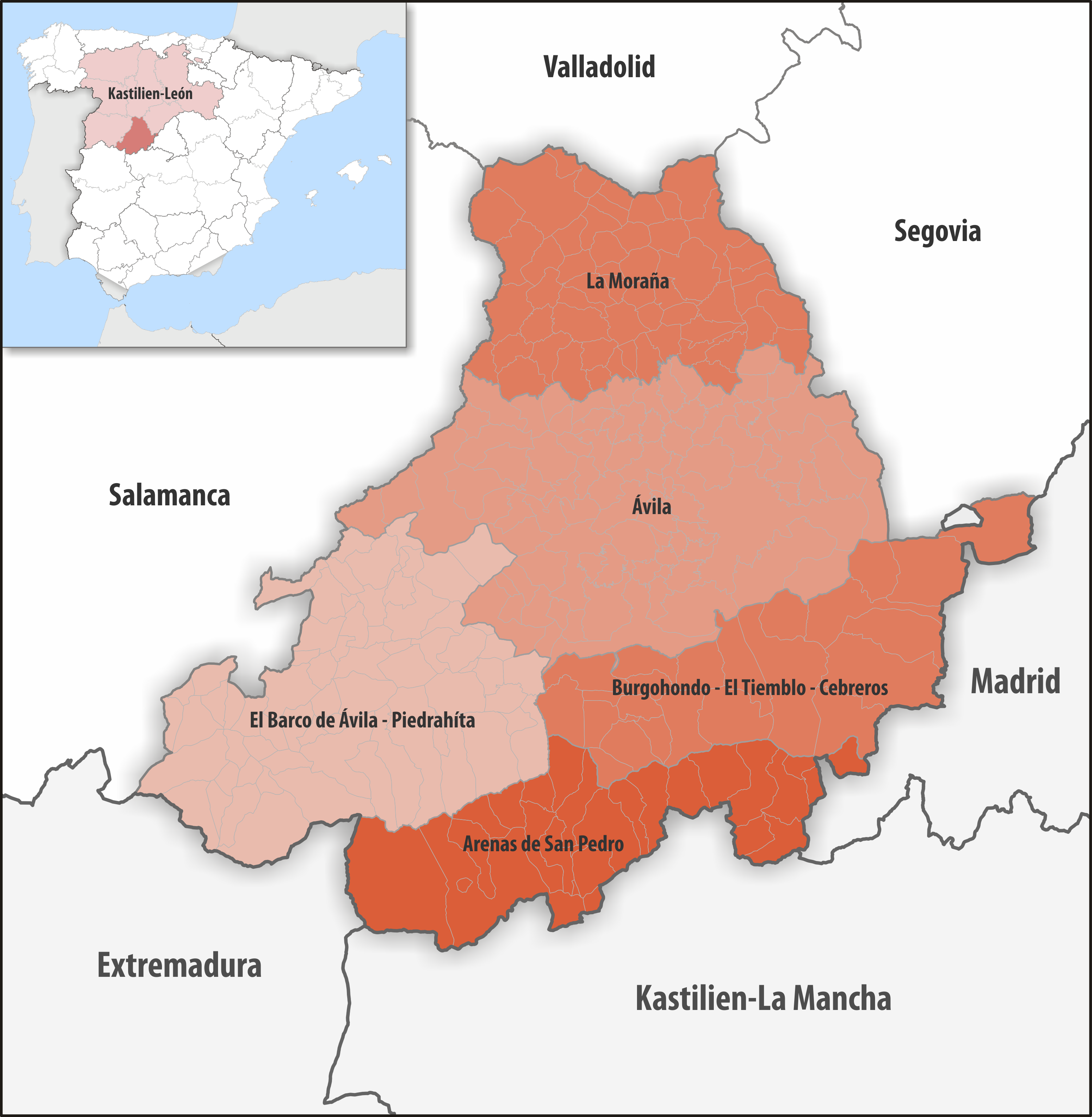
Comarcas in der Provinz Ávila

| Comarca                            | Gemeinden | Einwohner (2024) | Fläche km² | Dichte Einw./km² | Hauptort              |
| ---------------------------------- | --------- | ---------------- | ---------- | ---------------- | --------------------- |
| Arenas de San Pedro                | 24        | 32.564           | 1.160,94   | 28               | Arenas de San Pedro   |
| Ávila                              | 83        | 71.289           | 2.370,71   | 30               | Ávila                 |
| El Barco de Ávila - Piedrahíta     | 63        | 10.442           | 1.870,31   | 6                | El Barco de Ávila     |
| Burgohondo - El Tiemblo - Cebreros | 23        | 25.892           | 1.328,36   | 19               | Las Navas del Marqués |
| La Moraña                          | 55        | 18.802           | 1.319,61   | 14               | Arévalo               |
| Provinz Ávila                      | 248       | 158.989          | 8.049,93   | 20               | Ávila                 |

### Gerichtsbezirke

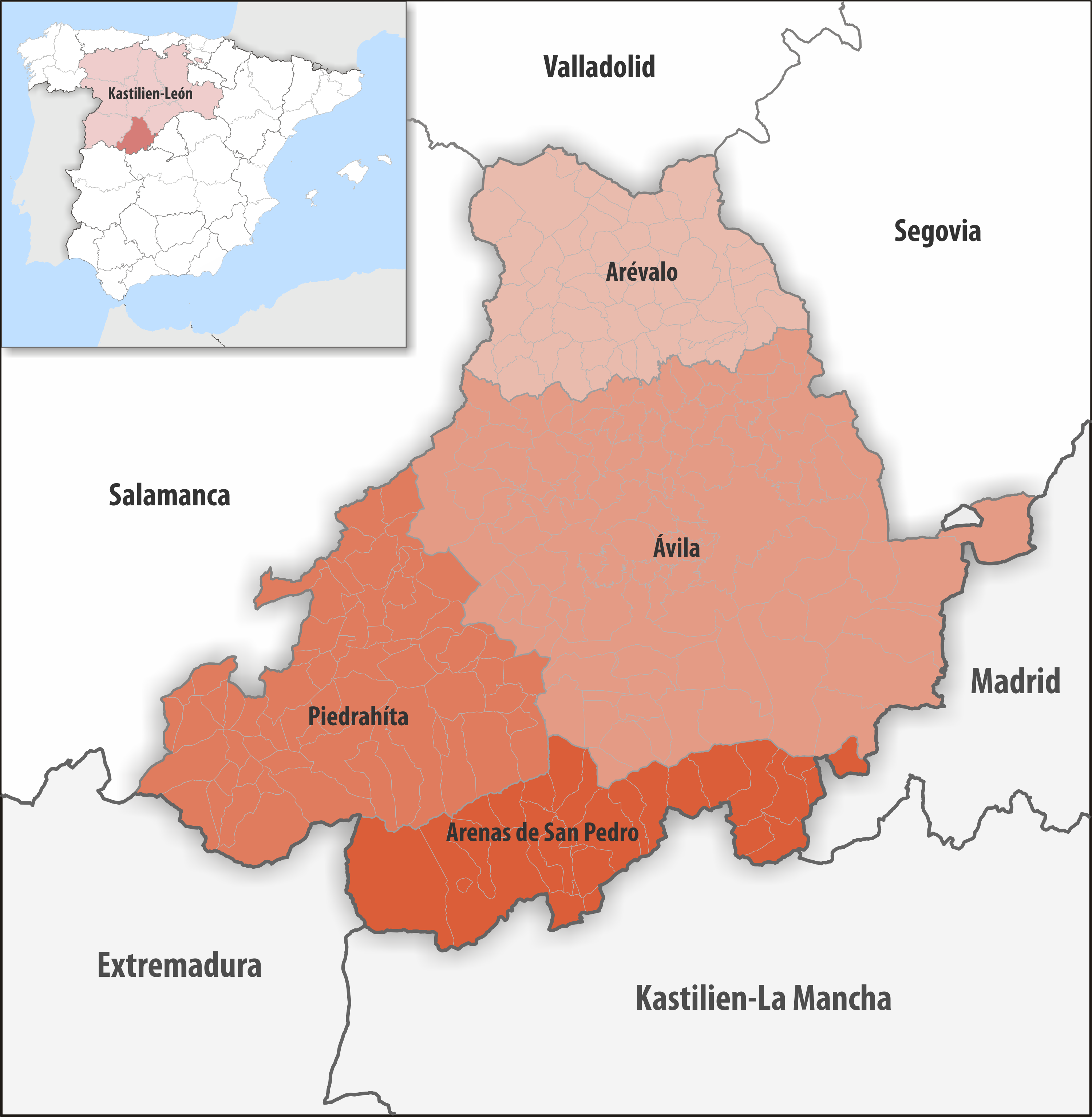
Gerichtsbezirke in der Provinz Ávila

| Gerichtsbezirk      | Gemeinden | Einwohner (2024) | Fläche km² | Dichte Einw./km² | Hauptquartier       |
| ------------------- | --------- | ---------------- | ---------- | ---------------- | ------------------- |
| Arenas de San Pedro | 24        | 32.564           | 1.160,94   | 28               | Arenas de San Pedro |
| Arévalo             | 53        | 17.952           | 1.273,63   | 14               | Arévalo             |
| Ávila               | 107       | 97.870           | 3.722,64   | 26               | Ávila               |
| Piedrahíta          | 64        | 10.603           | 1.892,72   | 6                | Piedrahíta          |
| Provinz Ávila       | 248       | 158.989          | 8.049,93   | 20               | Ávila               |

## Größte Gemeinde
Stand: 2024
| Gemeinde | Einwohner |
| -------- | --------- |
| Ávila    | 58.111    |

Kleinste Gemeinde ist Blasconuño de Matacabras mit 14 Einwohnern.

## Landschaft
Ávila lässt sich in zwei Zonen aufteilen: im Norden die Hochebene in der Senke des Duero und im Süden das Gredos-Gebirge, dessen höchster Berg der Pico Almanzor mit 2592 Metern Höhe ist.

## Klima
Es herrscht kontinentales Mittelmeerklima mit kühlen Wintern und heißen Sommern. Die Jahresdurchschnittstemperatur beträgt 11,5 °C.

## Wirtschaft
Ávila ist von der Landwirtschaft geprägt. Hauptsächlich werden Wein, Gemüse, Kartoffeln und Getreide angebaut. In den Bergen wird Viehzucht betrieben. Die Industrie ist wenig entwickelt.

## Sonstiges
Die Einwohner werden als abulenses oder avileses bezeichnet.